# Eccopidia
Eccopidia é um gênero de mariposa pertencente à família Crambidae.